# Blenniella bilitonensis
Blenniella bilitonensis är en fiskart som först beskrevs av Bleeker, 1858.  Blenniella bilitonensis ingår i släktet Blenniella och familjen Blenniidae. Inga underarter finns listade.